# 最後の晩餐 (ロッセリ)
『最後の晩餐』（さいごのばんさん、イタリア語: Ultima Cena）は、ルネサンス期のイタリアの画家コジモ・ロッセリとビアージョ・ディ・アントニオが1481年から1482年にかけて、ローマのシスティーナ礼拝堂に制作したフレスコによる壁画。

## 歴史
1480年10月27日、ロッセリは、他のフィレンツェの画家たちと連れ立って、ローマへ向かったが、これはフィレンツェ共和国の事実上の支配者であったロレンツォ・デ・メディチと、ローマ教皇シクストゥス4世の和解のためのプロジェクトの一部に参加するよう招かれてのことであった。フィレンツェの画家たちは、既にいち早く当地へ移っていたピエトロ・ペルジーノらとともに、1481年春以降に、システィーナ礼拝堂で作業を始めた。
装飾の主題は、モーセの物語とイエス・キリストの物語を並行させ、旧約聖書と新約聖書の連続性を表現するというものであった。これはモーセの十戒とイエスの福音の連続性をも意味し、イエスが、後に最初のローマ司教となるペトロを後継者に選び、これが後代のローマ教皇たちの正統性の起点となったことを示している。
委嘱された作品のが巨大であったため、画家たちは、数多くの助手たちを伴っていた。例えば、ロッセリは、義理の息子にあたるピエロ・ディ・コジモを連れてきていた。ルネサンス期の芸術史の歴史家ジョルジョ・ヴァザーリによれば、システィーナ礼拝堂に集められた画家たちの中で、ロッセリは、やや技量が劣っているものとみなされ、礼拝堂に描かれた彼の作品は、しばしば他の画家たちに皮肉を言われる材料とされたという。しかし、ロッセリによる、輝くような色彩の使い方は、明らかに美術に通じていなかった教皇に、大いに気に入られていた。

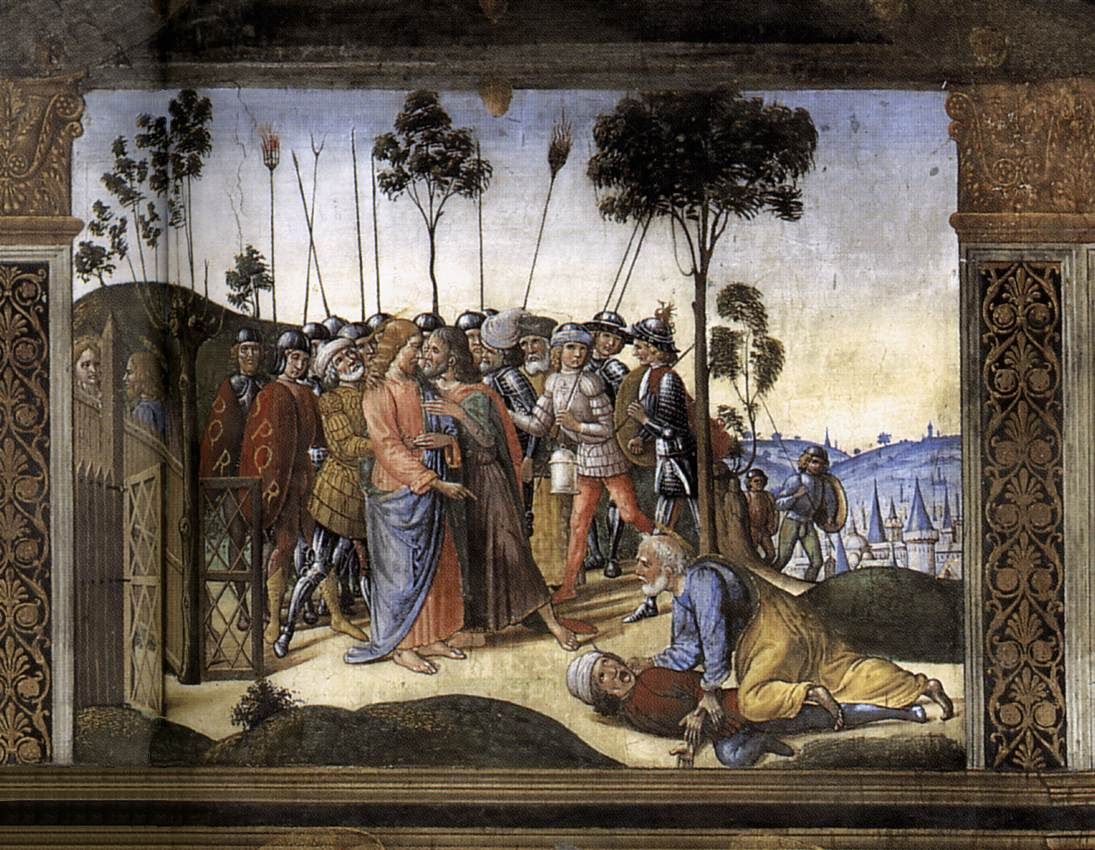
キリストの捕縛

## 描写
「最後の晩餐」の場面は、イエスの物語の流れの一部に組み込まれており、単にひとつのエピソードを描いたというだけのものではなかった。フリーズには「REPLICATIO LEGISEVANGELICAEA CHRISTO」の文字が描かれている。晩餐の食卓は、半円形のアプス（後陣）に設けられ、馬蹄形の食卓の中央にイエスが着席し、両側に使徒たちが配されている。一般的にそうであるように、イスカリオテのユダは、横を向き、背中をこちらに見せる姿勢で描かれている。争う猫と犬の姿は、ユダにまつわる否定的な含意を強調している。この場面は、イエスが使徒たちに、「この中のひとりが私を裏切る」と予言した直後を捕らえたものである。この言葉への反応は、自分の胸に手を置くもの、隣のものとひそひそ話す者など、様々である。

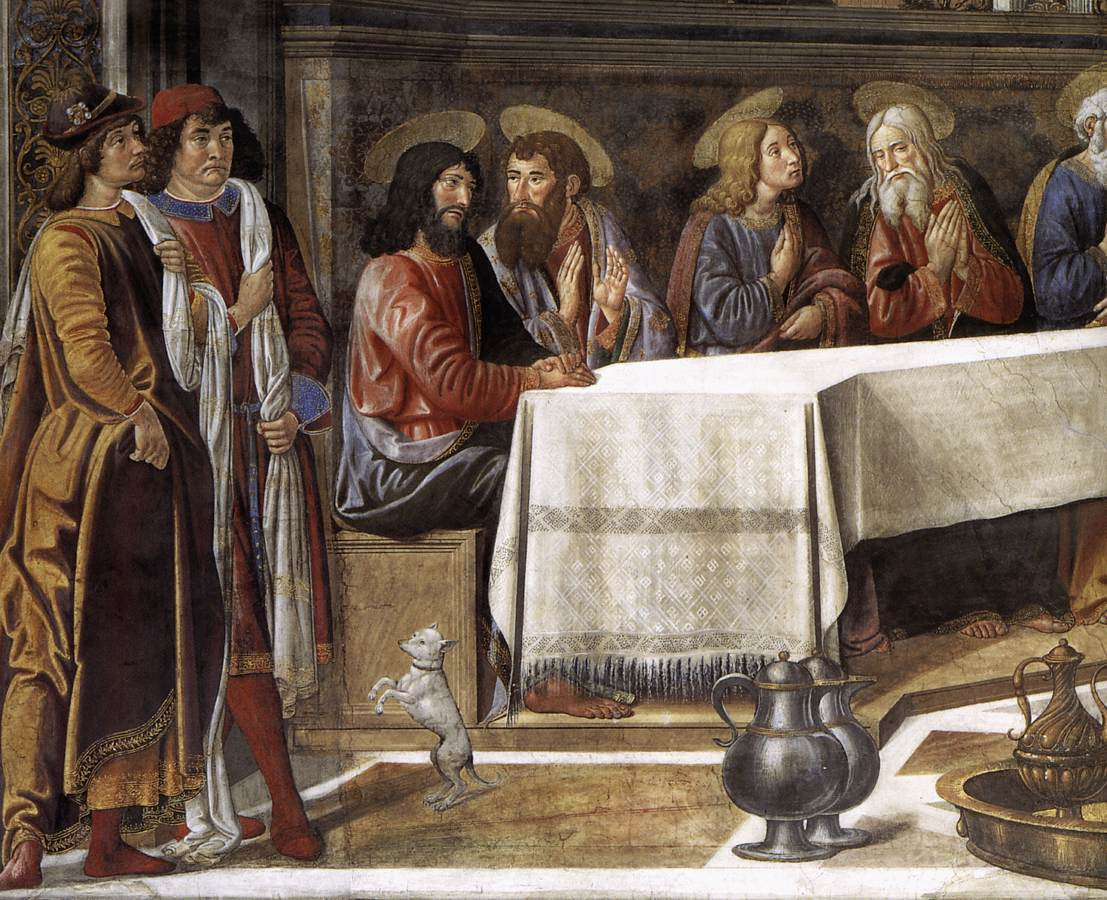
部分

食卓には、食べ物は置かれていないが、イエスの前には聖杯がひとつ置かれている。前景には、輝きをもった食器が描かれており、これには当時のフィレンツェでも流行していた、同時代の フランドル絵画の静物画の影響が見られる画面の両端には、豪華な衣装をまとった2組の男女が描かれている。また、もう1匹の犬が、左手で跳び上がろうとする姿で描かれている。
食卓の背後には、イエスの受難の3つの場面、ゲツセマネの祈り、キリストの捕縛、キリストの磔刑が描かれている。この部分については、ビアージョ・ディ・アントニオの作とする見方も有力な説としてある。ペルジーノは後に、自身の『最後の晩餐』で、同じような「パネルの中のパネル」の効果を用いた。